# 出馬康成
出馬 康成（いずま やすなり、1963年（昭和38年）7月21日 -　）　は、日本の映画監督、作家。大阪市天王寺区出身。
監督最新作は、映画「CARモディファイズ」。

## 来歴
父母ともに代々続く医師の家系で、父・出馬淳名は大阪市天王寺区の産婦人科の開業医。叔父である出馬迪男はフジテレビ専務を経て関西テレビ社長(2019年没)。
母・恒子は京都修学院の江戸時代より続く医業の娘で母の兄は小児科医でありながら陶芸家でもある加藤静允。
幼少時代、虚弱体質により外で遊ぶことが出来ず、父親が持っていた8mmカメラを使って映画制作の真似事をして引きこもっていた。中学の学園祭から自分で撮影した自主映画の上映を行う。この頃より将来は東京に出て映画の世界の仕事につく夢を持つ。
清風南海高校卒業後、東京造形大学デザイン科映画コースに進学。
大学在学中に組んだバンド『羊』ではギター&ボーカル、作詞作曲を手がけ東芝EMIよりオムニバスアルバムでデビュー。新宿ロフト、原宿クロコダイルなどで25歳頃まで精力的にライブなども行う。
大学の卒業製作で創った映画『占いワルツ』がイメージフォーラムで公開。
25歳で脚本・監督した『シナドシティブルース』が中野武蔵野ホールにて公開。
小林悟監督の助監督を経て大蔵映画にて28歳で劇場監督デビュー。四本の大蔵映画を脚本・監督。『2045年・女の都(公開タイトル『変態都市』)』は成人映画ながら伊丹映画祭にてクロージング作品招待。
35才の時に四谷三丁目交差点で深夜に交通事故にあい３日間の意識不明、瀕死の重体にて半年間の入院生活を送るが、回復して創作活動に復帰する。
以降、映画「ソフテン！」や映画「残波」や「ギフテッド　フリムンと乳売り女」などを監督する。

## 作品

### 映画
- 「シナドシティブルース」（1988年、監督、脚本、作詞作曲）
- 「占いワルツ」（1989年、監督、脚本、製作、音楽）
- 「2045年・女の都(公開タイトル『変態都市』)」（1995年、監督）
  - 【伊丹映画祭クロージング作品として招待】
- 「六本木フェイク 傷だらけの天使たち」（1997年、監督、脚本）
- 「ブルーフェイク （1998年、監督、脚本）
- 「マブイの旅」（2002年、監督、脚本）
  - 【ぴあフィルムフェスティバルにて特別上映】
- 「オバアは喜劇の女王　仲田幸子　沖縄芝居に生きる」（2011年、監督、脚本、編集）
  - 【沖縄国際映画祭にて上映、ドキュメンタリー映画として初】
- 「ソフテン！」（2014年、監督、脚本）
- 「残波 ZAMPA」（2016年、監督、脚本、編集）
- 「ギフテッド　フリムンと乳売り女」（2018年、監督、脚本、プロデューサー）
- 「CARモディファイズ」（2023年、監督、脚本）

### 出版
- 『芸者の粋と意地 向島　花柳界に舞う女たちの生き様』[6]

## 受賞歴
第七回「日本映画エンジェル大賞」受賞監督